# Abd-Al·lah al-Battal
Abd-Al·lah al-Battal (àrab: عبد الله البطال, ʿAbd Allāh al-Baṭṭāl) (mort el 740) fou un famós ghazi (‘lluitador [per l'expansió de l'islam]’). Al-Battal vol dir ‘el Valent’ o ‘l'Heroi’.
Apareix esmentat per primer cop en el regnat d'Hixam ibn Abd-al-Màlik (724-743). Posteriorment se'l va associar a l'expedició de Màslama ibn Abd-al-Màlik contra Constantinoble el 717, però probablement no és altra cosa que una llegenda. Històricament, el 728, al front de l'avantguarda de Muàwiya ibn Hixam es va apoderar de Gangra, a Paflagònia. El 731/732 va participar en l'expedició en la qual va morir un altre ghazi famós: Abd-al-Wahhab ibn Bukht. El 732 o 733, en l'expedició de Muàwiya ibn Hixam a Frígia, va derrotar a Acròinon a un general romà d'Orient anomenat Constantí. Participava en les incursions del 740 contra l'Àsia Menor romana d'Orient dirigides per Sulayman ibn Hixam, en un destacament dirigit pel governador de Malatya Màlik ibn Xahib (o Xuayb), quan aquest destacament fou sorprès per l'emperador Lleó III Isàuric i el seu fill Constantí prop d'Acròinon i derrotat; els dos caps van morir i els que van sobreviure van tenir força dificultats en unir-se a Sulayman ibn Hixam a Sínnada.